# 塔斯馬尼亞原住民

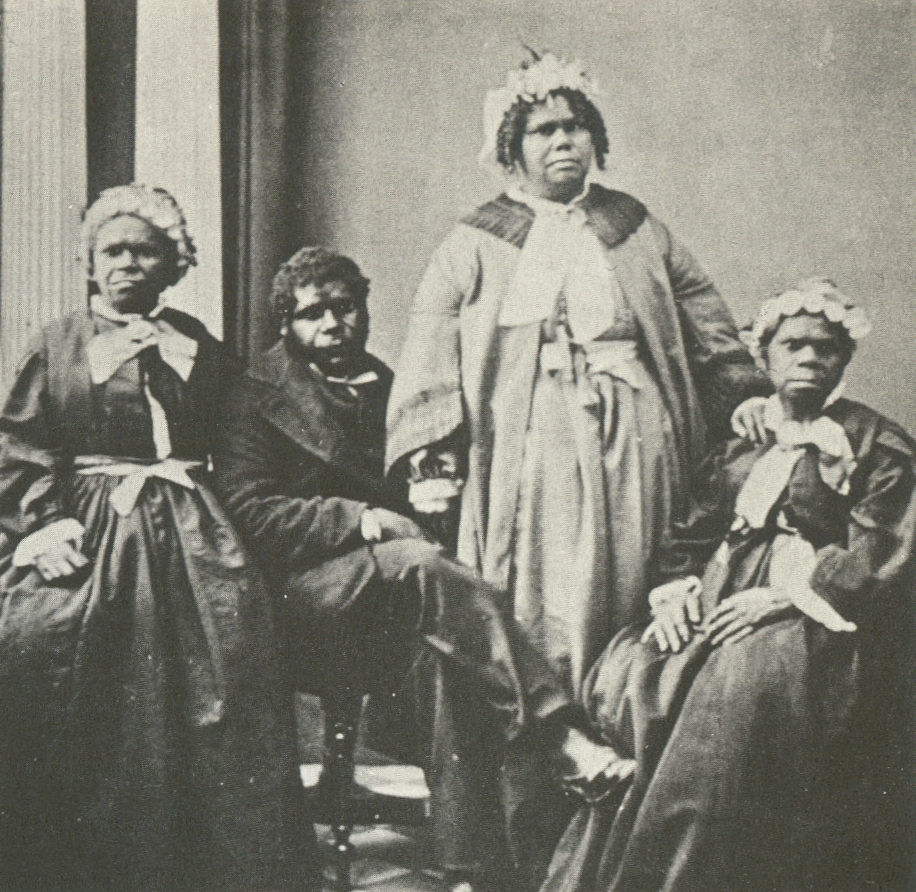
图中为最后四个纯种的塔斯馬尼亞原住民，摄于1860年代。坐在最右边的特鲁加尼尼是最后一个塔斯馬尼亞原住民。

塔斯馬尼亞原住民曾经為塔斯馬尼亞岛的原住民。於1803年被英国入侵前，塔斯馬尼亞原住民估计有约3,000至15,000人。
英國人來到島上之後，对塔斯马尼亚原住民进行了有计划的大屠杀。历史学家将“黑色战争”看作是有记录以来最早的种族屠杀行为。
1833年，由塔斯馬尼亞总督George Arthur赞助的George Augustus Robinson劝说剩余的200名塔斯馬尼亞原住民向政府投降，并且保证为他们提供食物及住所。上述保证為谎言，Robinson的真实目的為將塔斯馬尼亞原住民从塔斯马尼亚迁走，因此利用了塔斯馬尼亞原住民和家人與族人团聚的急切心理。因此，剩余的原住民被迁至弗林德斯岛，并且在此后的数年间由于疾病及持續地人口锐减。1847年，剩余的47名幸存者被迁到牡蛎湾，其最后一名男性死于1869年，而最后一名女性特鲁加尼尼死于1876年（她的屍骸被掘出，並陈列在霍巴特博物馆，後來其遺骨於1976年遵從其遺願火化，並且撒在丹特爾卡斯托海峽當中）。
历史学家、科学家和人类学家一致认为塔斯馬尼亞原住民作为民族已经灭绝。目前为止，所有的塔斯马尼亚原住民语言都已经失传，最近几年学者们在试图重建这些语言。今日的塔斯马尼亚岛上仍然有数千名原住民人跟白人的混血后代，这些后代的母系祖先在19世纪被巴斯海峡附近的白人定居者和捕海豹的船员诱拐，有些女人被残酷地殴打及虐待，另外一些则是自愿与白人定居者结为伴侣，并且共同繁衍后代。今日的塔斯马尼亚混血儿在外观上已经看不出原住人的特征，而且其原來文化和语言也几乎全部失传。

### 欧洲殖民前时期

约14,000年前海平面上升期间塔斯马尼亚与维多利亚的海岸线，标注了部分人类考古遗址（参见澳大利亚史前史）。更详细的陆桥地图见Hamacher等人研究（2023）。

约4万年前末次冰期期间，人类通过塔斯马尼亚岛与澳大利亚大陆之间的陆桥迁徙至此。遗传学研究表明，当海平面上升淹没巴西安平原（Bassian Plain）后，岛上居民与世隔绝约8000年，直至18世纪末19世纪初欧洲探险家抵达。
库提基纳（或称弗雷泽）洞穴（Kutikina Cave）发现的1.9万年前堆积物证明，人类自冰河时代起便占据高地。1990年，考古学家在西南部麦克斯韦河谷瓦林洞穴（Warreen Cave）发掘出距今3.4万年前的遗存，证实塔斯马尼亚原住民是更新世时期地球最南端的人类群体。西南部及中部塔斯马尼亚的发掘成果极为丰富，提供了3.5万至1.1万年前"大澳大利亚地区最丰富的更新世考古证据"。

#### 迁徙时序
在盛冰期海平面最低时，塔斯马尼亚经历了来自澳大利亚南部的原住民连续迁徙潮。考古与地理记录显示，寒冷冰期存在持续干旱，荒漠从澳大利亚南部延伸至塔斯马尼亚中部，期间夹杂短暂暖湿气候期。从澳大利亚南部迁往塔斯马尼亚半岛的移民需穿越海域与荒漠，最终在国王高地（今金岛）找到绿洲。
考古学、地理学及语言学证据表明，塔斯马尼亚经历了多波次占领浪潮，三大语族最终融合为一大语系。殖民者抵达时发现塔斯马尼亚存在两大语言族群：西部纳拉人（Nara）与东部马拉人（Mara）。在马拉语区东部出现的纳拉语地名，似为古代征服战争的遗迹，与殖民时期的敌对状态相呼应。
- 更新世帕拉瓦语族（Pleistocene Palawa）——塔斯马尼亚最早的族群与语言群体；在后续入侵中被同化或取代，仅塔斯曼半岛存残余群体。东部被同化群体与维多利亚州语族融合，形成覆盖塔斯马尼亚东部的马拉语族
- 弗诺群岛语族（Furneaux）取代帕拉瓦人在东北部的统治（南至奥尔福德），后自身消亡或融入马拉语族——该语族由更新世帕拉瓦人、弗诺群岛人及维多利亚人混合形成
- 纳拉语族入侵后被驱赶至西部，对应塔斯马尼亚原住民西部部族[來源請求]

海平面上升形成巴斯海峡后，澳大利亚大陆与塔斯马尼亚成为隔离陆地，早期移民至此的原住民与大陆亲族断绝联系。考古证据表明，金岛与弗诺群岛高地上的残余人口因海平面上升被困，最终消亡。

### 欧洲早期接触
首位发现塔斯马尼亚的欧洲人阿贝尔·塔斯曼（1642年抵达，将其命名为范迪门地）登陆时未遇到任何塔斯马尼亚原住民。
1772年，由马里翁·迪弗雷纳率领的法国探险队到访塔斯马尼亚。初始接触时双方关系友好；但当另一艘船驶向海岸时，塔斯马尼亚原住民警觉起来。据记载，原住民投掷长矛和石块，法方遂以火枪还击，造成至少一人死亡，多人受伤。后续由布吕尼·当特尔卡斯托（1792-93年）和尼古拉·博丹（1802年）领导的法国探险队则与原住民建立了友好关系——其中当特尔卡斯托探险队更进行了长期互动。
托比亚斯·弗诺船长指挥的"决心号"（詹姆斯·库克船长探险队的分支）曾于1773年到访，虽未与原住民直接接触，但在布鲁尼岛无人居住的棚屋中为他们留下了礼物。有记载的首次英国接触是1777年库克船长在布鲁尼岛实现的和平接触。威廉·布莱船长亦于1788年造访布鲁尼岛，并与原住民和平互动。

### 与海豹猎人的接触及巴斯海峡社区的形成
18世纪90年代末，随着英美海豹猎人开始造访巴斯海峡诸岛及塔斯马尼亚北部和东部沿海，塔斯马尼亚原住民与欧洲人有了更广泛的接触。此后不久（约1800年前后），海豹猎人开始在猎捕季（11月至次年5月）定期留守巴斯海峡的无人岛上。他们在岛屿上建立了半永久性营地或定居点，这些岛屿距离主岛足够近，海豹猎人可乘小船抵达塔斯马尼亚本岛，从而与原住民建立联系。
海豹猎人与塔斯马尼亚原住民部落逐渐形成贸易关系。猎犬成为原住民极度珍视的物品，面粉、茶叶和烟草等舶来品也同样受欢迎。原住民用袋鼠皮换取这些商品。然而，针对原住民妇女的人口贸易很快兴起。许多塔斯马尼亚原住民女性不仅精通猎捕海豹，还擅长获取海鸟等食物资源。某些部落会在猎捕季将本族女性（少数情况下包括男性）的服务权交易给海豹猎人，也有女性被永久性贩卖。这种贸易不仅涉及部落内自愿参与的女性，还包括从其他部落劫掠而来的女性。部分女性可能被赠予海豹猎人，通过婚姻关系使其融入原住民社会。
海豹猎人常沿海南岸突袭劫持原住民女性，有记载显示他们在行动中杀害原住民男性。至1810年，海豹数量因过度捕猎锐减，多数猎人撤离该区域。但仍有约五十名海豹猎人——主要是"叛变水手、逃犯或刑满释放者"——作为永久居民留在巴斯海峡诸岛，其中部分人与塔斯马尼亚原住民女性组建了家庭。
这些女性中既有被强行带往岛屿者，亦有自愿随行者，例如名为Tarenorerer（英语名Walyer）的女性。关于Walyer与海豹猎人的关系存在不同说法：麦克法兰（McFarlane）记载她携家人自愿加入猎人队伍，并曾袭击原住民和白人定居者；而瑞安（Ryan）则认定Walyer在索雷尔港遭原住民绑架后，被交易给海豹猎人换取猎犬和面粉。Walyer后因试图杀死海豹猎人逃离暴虐而恶名昭著。这位来自Punnilerpanner部落的女性最终逃脱后加入Plairhekehillerplue部族，并领导了对范迪门土地公司雇员的袭击。她的行动成为原住民使用火枪的首例记载。被捕后她拒绝劳作，被流放至企鹅岛，后囚禁于天鹅岛期间曾策划起义。尽管传统禁止原住民女性参战，但多名逃离猎人的女性成为领袖或参与战斗。据Lyndall Ryan研究，这些被交易或绑架的女性形成了对抗欧洲/白人统治的"重要异见群体"。
历史学家James Bonwick既记录了显然遭囚禁的原住民女性，也描述了与猎人共同生活"对新丈夫忠诚深情"的女性、看似"满足"的女性，以及获准携带礼物探访"本族部落"且猎人确信其会返归的女性。邦威克同时记载了海豹猎人对原住民妇女的暴行指控，包括罗宾逊（Robinson）所述的部分案例。名为Bulrer的原住民妇女向罗宾逊陈述：猎人突袭其营地掳走六名女性（含其本人）"白人将她们捆绑后狠狠鞭打，鲜血淋漓，哭号不绝"。海豹船长James Kelly1816年记述猎人惯例是每人占有"二至五名土著妇女供其役使"。可供"交易"的女性短缺导致绑架盛行，1830年报告显示至少五十名原住民妇女在巴斯海峡诸岛"遭受奴役"。
海豹猎人哈灵顿（Harrington）获取十至十五名土著妇女，将她们安置在巴斯海峡的不同岛屿上获取毛皮；若归来时收获不足，他便将她们绑在树上持续二十四至三十六小时，并间歇鞭打作为惩罚；若遇反抗，他频繁将她们杀害。
关于猎人暴行的记载层出不穷，部分源自罗宾逊的报告。1830年，罗宾逊从猎人处夺回14名原住民妇女，计划安排她们与弗林德斯岛定居点的原住民男性结婚。专研澳大利亚大陆原住民的考古学家Josephine Flood指出："他遭遇了妇女与猎人的强烈抵制"。猎人派代表詹姆斯·芒罗向乔治·亚瑟总督申诉，以妇女们愿与猎人丈夫子女团聚而非嫁给陌生原住民男性为由要求返还。亚瑟遂下令归还部分妇女。此后不久，罗宾逊开始散布由芒罗转述的所谓猎人暴行故事，特别强调针对原住民妇女的暴虐。负责编纂罗宾逊文献的Brian Plomley对这些暴行表示质疑，指出1830年威廉·布劳顿会吏长主持的塔斯马尼亚暴力事件调查委员会未收到相关报告。绑架与虐待确曾发生，但其程度存有争议。
针对原住民妇女的劫掠与贸易导致塔斯马尼亚北部地区女性人口急剧减少——"至1830年，塔斯马尼亚东北部72名男性中仅存3名女性"——这成为塔斯马尼亚"纯血统"原住民消亡的重要因素。然而，诸岛上形成了具有部分塔斯马尼亚原住民血统的混血族群并延续至今，当代许多塔斯马尼亚原住民的血统可追溯至19世纪巴斯海峡的海豹猎人社区。